# Acicarpha
Acicarpha es un género con doce especies descritas y de estas solo 5 aceptadas de plantas perteneciente a la familia Calyceraceae. Comprende 19 especies descritas y de estas, solo 2 aceptadas.

## Taxonomía
El género fue descrito por John Miers y publicado en Annals and Magazine of Natural History, ser. 3 6(33): 184. 1860.

## Especies aceptadas
A continuación se brinda un listado de las especies del género Acicarpha aceptadas hasta julio de 2011, ordenadas alfabéticamente. Para cada una se indica el nombre binomial seguido del autor, abreviado según las convenciones y usos:
- Acicarpha bonariensis (Pers.) Herter
- Acicarpha lanata Lag. ex Pers.
- Acicarpha procumbens Less.
- Acicarpha runcinata Miers	Accepted
- Acicarpha tribuloides Juss.